# Bilijon
Bilijón je število, ki označuje milijon milijonov. Zapis v obliki števila je 1000000000000 ali zaradi preglednosti 1 000 000 000 000 ali tudi 1.000.000.000.000, matematično pa 1012.
Pozor: v ZDA bilijon pomeni tisoč milijonov, matematično pa 109!
Brezrazsežna števila med 1012 in 1014 si lahko lažje predstavljamo z naslednjim seznamom:
- Znane decimalke π-ja: Do leta 2002 je bilo znano število decimalk π-ja 1.241.100.000.000.
- Bitov na disku: v letu 2003 je poceni (200 Gbajtni) trdi disk hranil 1,6 · 1012 bitov.
- Celice v človeškem telesu: človeško telo vsebuje okoli 1014 celic.

Znanstvena predpona za bilijon je tera. Na primer, bilijon wattov je 1 TW.